# Лобачёво (Станично-Луганский район)
Лобачёво (укр. Лобачеве) — село, относится к Станично-Луганскому району Луганской области Украины. С мая 2014 находится под контролем самопровозглашённой Луганской Народной Республики. В администрации Луганска существует территориальное управление.

## География
Село расположено на реке под названием Луганчик (приток Северского Донца). Соседние населённые пункты: город Луганск на западе, посёлки Хрящеватое на юго-западе, Новосветловка и сёла Валиевка, Вишнёвый Дол (все три выше по течению Луганчика) на юге, Пионерское и Хрящевка на северо-востоке, Бурчак-Михайловка, Николаевка (оба ниже по течению Луганчика) на севере.

## Население
Население по переписи 2001 года составляло 320 человек.

## Общие сведения
Почтовый индекс — 93654. Телефонный код — 6472. Занимает площадь 0,69 км².

## Местный совет
93654, Луганская обл., Станично-Луганский р-н, c. Николаевка, ул. Советская, 22